# Anote Tong
Anote Tong, född 11 juni 1952 på Tabuaeran (före detta Fanning Island), var Kiribatis president mellan 2003 och 2016.
Han blev president i juli 2003 då han vann valet där hans bror Harry Tong var den största konkurrenten. Det fanns anklagelser om valfusk men Högsta domstolen i Tarawa beslutade att så inte var fallet. I mars 2016 efterträddes han på presidentposten av Taneti Mamau.
Han omvaldes 2007 och 2012.
Anote Tong är sedan sitt presidentskap aktiv i klimatdebatten. Då Kiribati består av atoller på en genomsnittlig höjd av två meter över vattenyta, anförde Tong att stigande havsnivåer från klimatförändringarna är ett allvarligt hot mot Kiribati och andra öländer i Stillahavsområdet. I förberedelse för en nödsituation med havsnivåerna, införskaffade Kiribati år 2014 ett landområde på 20 kvadratkilometer på Fiji som tillflyktsort åt sin befolkning.